# Konstantin Melnikov
Konstantin Stěpanovič Melnikov (rusky Константин Степанович Мельников, (22. červencejul./ 3. srpna 1890greg., Moskva, Rusko – 28. listopadu 1974, Moskva, Sovětský svaz) byl ruský architekt, malíř a pedagog, jeden z vůdčích představitelů sovětské avantgardy v architektuře v letech 1923–1933.
O Melnikovově významu vypovídá skutečnost, že organizace UNESCO vyhlásila rok 1990 rokem Melnikova. Přestože si již ve své době vydobyl celosvětového uznání, ve 30. letech byl v Sovětském svazu podroben ostré kritice za údajný formalismus a v podstatě mu bylo znemožněno vykonávat profesi (poslední jeho projekt byl realizován roku 1936).
Mezi jeho nejvýznamnější projekty patří jeho vlastní dům, Dům kultury I. V. Rusakova, Bachmetěvská garáž či Garáž na Novorjazaňské ulici.

## Život

### Dětství a studium
Melnikov pocházel z chudých poměrů. Jeho otec Stěpan Illarionovič pracoval jako cestář pro Petrovskou lesní a zemědělskou akademii (dnes Ruská státní zemědělská univerzita) v obci Petrovsko-Razumovskoje (dnes již Moskva). Oba Melnikovovi rodiče však byli selského původu a práce v zemědělství je přitahovala, proto se roku 1897, ještě před Konstantinovým narozením, přestěhovali do obce Lichobory, chovali skot a jezdili prodávat mléko do Moskvy. Budoucí architekt tak spolu se svými četnými sourozenci pásl krávy a chodil prodávat mléko do blízkého okolí.
První vzdělání získal Melnikov ve čtyřleté církevní škole. Jako žák byl průměrný, vynikal pouze v krasopisu a kreslení. Rodiče si povšimli jeho výtvarného talentu, vybrali proto Konstantinovi pro další vzdělávání Prochorovovu ikonopisnou dílnu. Jemu se zde ovšem nelíbilo, vydržel pouze týden. Díky známé mlékařce se potom talentovaný hoch dostal k inženýru Vasiliji Zalesskému, výzkumníkovi v oblasti vytápění a ventilace. Ten se jej ujal, najal mu domácího učitele, aby jej připravil ke zkouškám na Moskevském učilišti sochařství a stavitelství, kde Zalesský vyučoval. Konstantin však uspěl u přijímacích zkoušek až napodruhé - poprvé pohořel ve zkoušce z ruského jazyka, neboť vzdělání získané na církevní čtyřletce bylo nevalné.

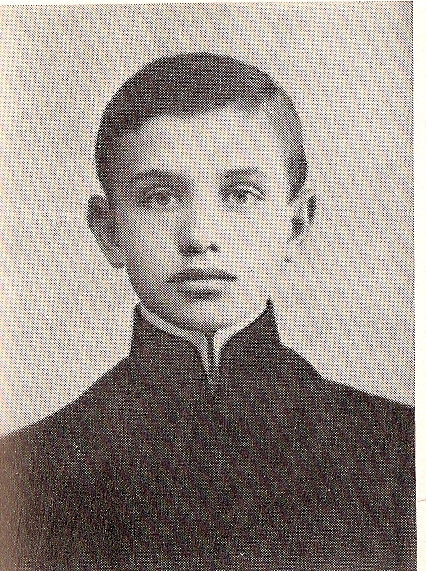
Melnikov při nástupu na Moskevské učiliště sochařství a stavitelství (1905)

Na uměleckém učilišti pobýval celých 12 let, nejdříve získal obecné vzdělání, potom vystudoval malířství a nakonec architekturu (absolvoval 1917). Jako student malířství byl žákem např. Konstantina Korovina, dvakrát obdržel cenu bratří Treťjakových a jeho práce byly chváleny i v tisku. Architektura jej tehdy vůbec nepřitahovala, studovat ji začal až na naléhání svého mecenáše Zalesského. Během studia však k oboru přilnul a ještě jako student začal pomáhat na realizaci projektů různých moskevských architektů. Asi nejvýznamnější byl jeho podíl na projektování fasád první ruské automobilky AMO (známé jako ZIL).
Ještě jako student se oženil za Annu Gavrilovnu Jablokovou, která mu roku 1913 porodila dceru Ljudmilu a o rok později syna Viktora.

### Počátek kariéry
Jako vynikajícímu absolventovi mu bylo nabídnuto místo v Architektonicko-plánovací dílně Stavebního odboru Mossovětu, tedy první sovětské státní architektonické kanceláři. Vedoucími kanceláře byli Ivan Vladislavovič Žoltovskij, jeho někdejší učitel, a Alexej Viktorovič Ščusev. Mezi Melnikovovy spolupracovníky patřili mj. Leonid Alexandrovič Vesnin, bratři Pantelejmon a Ilja Golosovovi či Nikolaj Alexandrovič Ladovskij. Kancelář se tehdy zabývala projektováním tzv. nové Moskvy, navrhovali lidové domy, školy, byty pro pracující a urbanistické plány.
Prvním Melnikovovým úkolem byl projekt ubytování pro personál Alexejevské psychiatrické nemocnice. Dále spolupracoval na urbanistickém plánu Butyrského rajónu a Chodynského pole v Moskvě. Jeho první projekty se nesly v duchu neoklasicismu, postupně však upíral stále větší pozornost na celkovou objemově-prostorovou kompozici. Roku 1920 se stal profesorem Vyšších umělecko-technických dílen. Pod vlivem Ladovského vstoupil do Asociace nových architektů, sjednocujících racionalistické architekty.

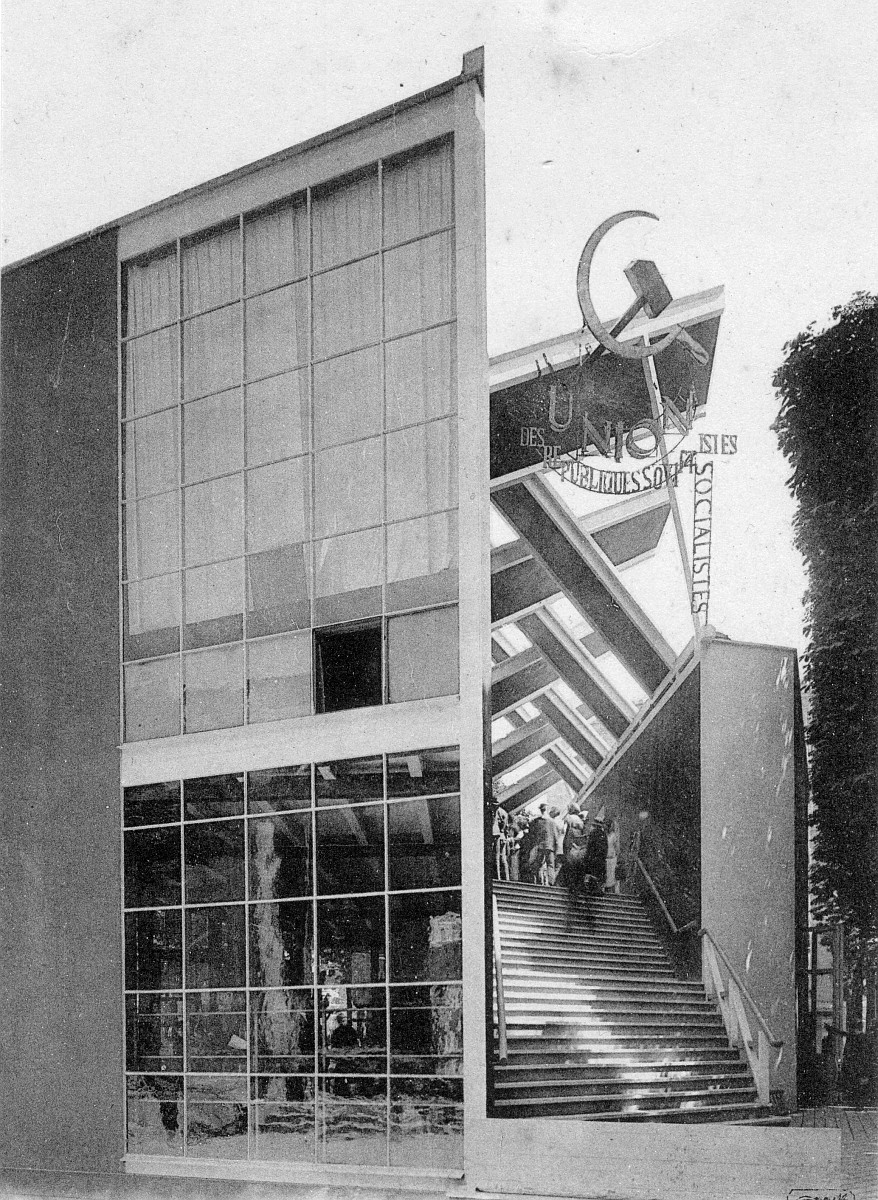
Pavilon SSSR na Mezinárodní výstavě moderní uměleckoprůmyslové výroby (1925)

### Na vrcholu slávy
Zlomem byl v Melnikovově kariéře rok 1923, kdy mu bylo umožněno realizovat na Všeruské zemědělské a řemeslně-průmyslové výstavě pavilon Machorka, prezentující tabákového výrobce. Ačkoliv se jednalo o malý pavilon nepříliš významného podniku, Melnikovovo pojetí bylo natolik neobyčejné a novátorské, že spolehlivě zastínilo práce starších a zkušenějších architektů. Architektonická a konstrukční řešení pavilonu Machorka měly velký vliv na architekturu 20. století a mladému architektu přinesla důležité uznání.
Dalším vážným milníkem Melnikovovy kariéry byl sarkofág pro Leninovo mauzoleum, neboť práce na takto citlivé zakázce mu poskytla ve své době jakýsi ochranný glejt. Výběrové řízení vyhrál jeho návrh s čistě skleněným poklopem geometricky neobyčejné jakoby prolamované formy. Sarkofág však musel být hotov do 10 dní, proto byl návrh značně zjednodušen. Během evakuace Leninova těla do Ťumeně roku 1941 se Melnikovův sarkofág ztratil.
Na samý vrchol slávy Melnikova přivedla realizace pavilonu SSSR na Mezinárodní výstavě moderní uměleckoprůmyslové výroby roku 1925 v Paříži. Jeho návrh zvítězil v konkurenci nejlepších sovětských architektů. To byla veliká čest a veliká důvěra, neboť se jednalo o první a bedlivě sledovanou mezinárodní prezentaci nového sovětského umění. V Paříži sklidil nadšené uznání: dokonce sám Le Corbusier prohlásil, že sovětský pavilon je jediný, který si stojí za to prohlédnout.
Po této sérii úspěchů nastaly pro Melnikova zlaté časy, ve kterých realizoval jeden projekt za druhým: různé kluby a jiné veřejné budovy, obytné domy či velké garáže (viz Realizované stavby).

### 40. a 50. léta
Na konci 30. let začalo být pro Melnikova čím dál složitější realizovat jeho novátorské projekty. V Sovětském svazu získávala stále silnější pozici estetika socialistického realismu, která byla s Melnikovými principy neslučitelná. Architekt tak musel čelit časté kritice ze strany představitelů nového směru. Jeho poslední realizovanou stavbou byla garáž Gosplanu z roku 1936 – dále už nebylo pro avantgardní umění v Sovětském svazu místo.

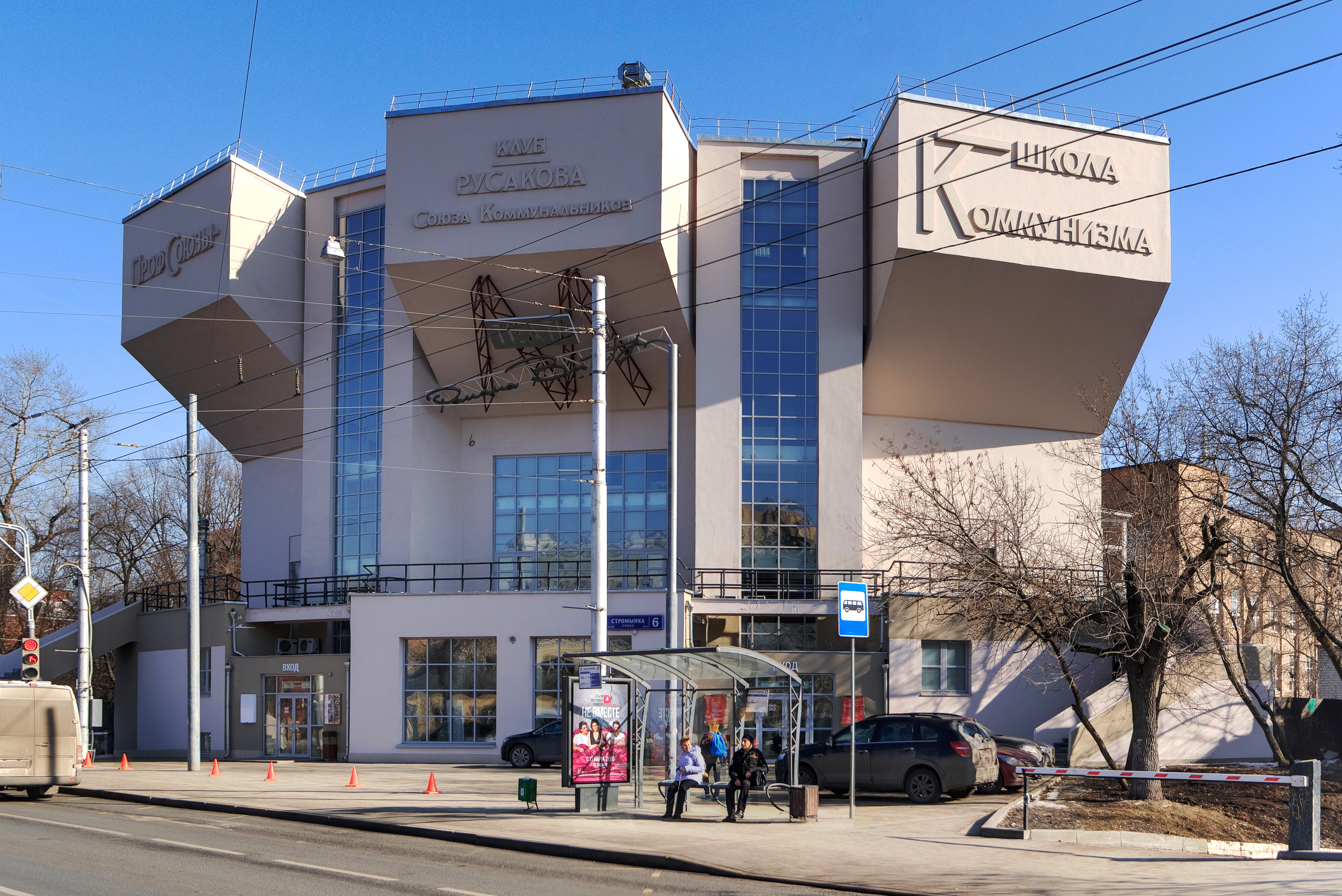
Dům kultury I. V. Rusakova

Na podzim 1949 byl jmenován vyučujícím na katedru architektury Saratovské vysoké školy silniční (dnes Saratovská státní technická univerzita), od roku 1951 byl prozatímním profesorem. Během saratovského působení se se svými projekty účastnil řady výběrových řízení. Uspěl jeho projekt interiéru Ústředního obchodního domu města Saratova, rekonstrukce Kirovova náměstí v Saratově, zástavby vesnice Vjazovka v Saratovské oblasti a návrh na pomník dvojnásobného hrdiny SSSR S. A Kozaka v ukrajinské Korosteni.
Roku 1951 byl Melnikov přeložen na Kujbyševovu moskevskou inženýrsko-stavební vysokou školu, kde nejdříve vyučoval na katedře architektury, později na katedře deskriptivní geometrie a grafiky. Na konci roku 1952 získal definitivně titul profesora.
V roce 1958 Melnikov přešel na Všesvazovou dálkovou inženýrsko-stavební vysokou školu, kde jako vyučující architektonického projektování, deskriptivní geometrie a grafiky působil až do konce života. Téhož roku se ještě pokusil se svým návrhem zúčastnit otevřeného výběrového řízení na Palác sovětů, jeho projekt byl však opět ostře odsouzen jako formalistický.

### Poslední roky života
Roku 1965 získal titul doktora architektury, aniž by obhájil disertaci. V roce 1972 dokonce obdržel titul zaslouženého architekta RSFR, čímž došlo k plné morální rehabilitaci jeho jména.
Na počátku 70. let se však Melnikovovo zdraví zhoršovalo, neboť trpěl chronickou lymfatickou leukemií. Skonal 28. listopadu 1974 v Moskvě v 85. roce života a pohřben byl na Vvědenském hřbitově. Roku 1977 byla po jeho boku pohřbena i Anna Gavrilovna, jeho žena, v roce 2006 potom také syn Viktor Konstantinovič Melnikov, malíř.
Od roku 2014 je ve vlastním domě Konstantina Melnikova otevřeno muzeum otce a syna Melnikovových. V roce 2016 byla po Melnikovovi pojmenována ulice v Moskvě, vzniklá zástavbou areálu bývalé továrny ZIL. Některé Melnikovovy stavby by se mohly v budoucnu spolu s jinými objekty ruské avantgardy dostat na seznam světového dědictví UNESCO.

## Dílo

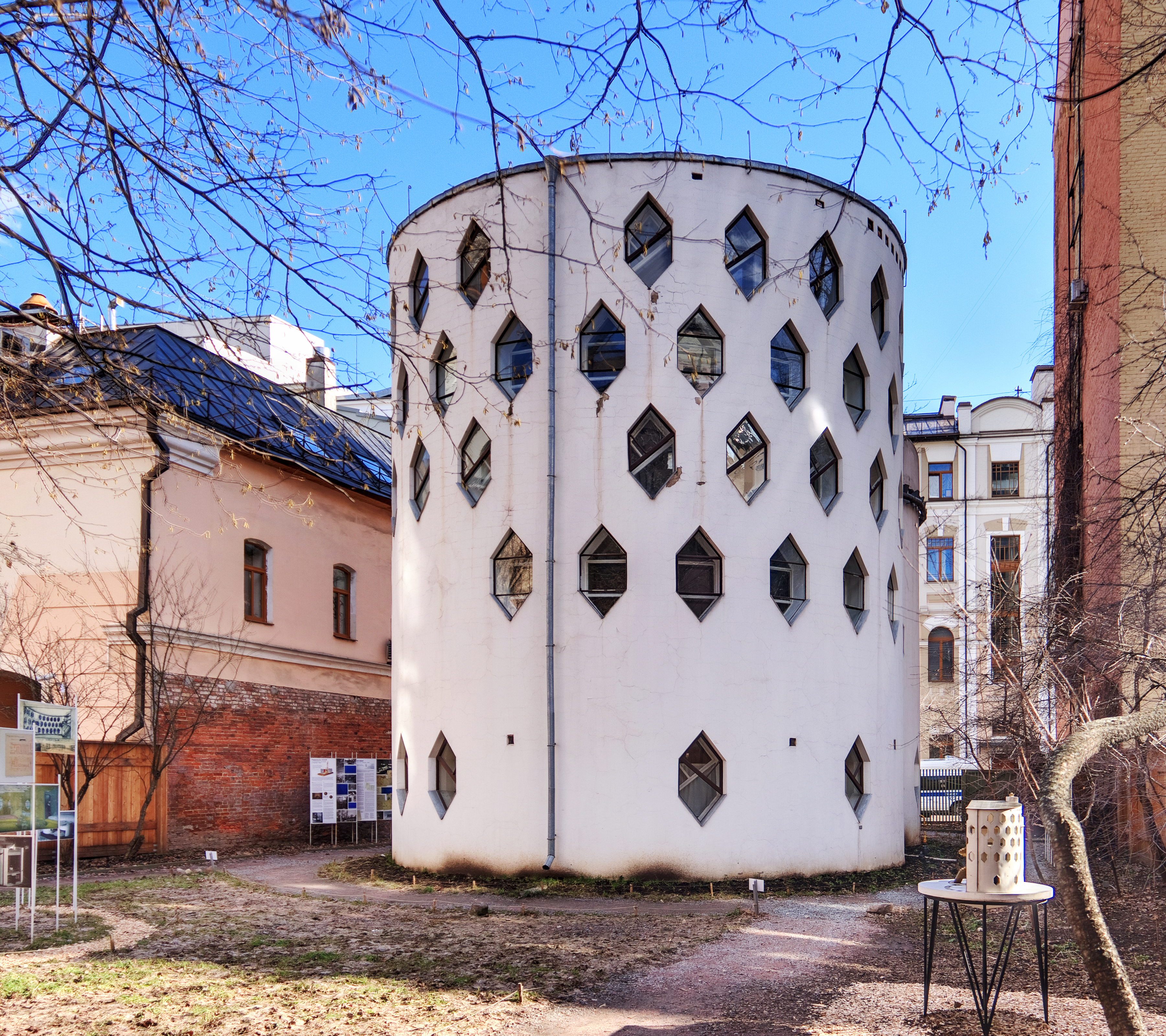
Melnikovův vlastní dům

Tvorbu Konstantina Melnikova je složité zařadit k nějakému konkrétnímu architektonickému stylu. Nezřídka bývají jeho výtvory charakterizovány jako stavby v duchu konstruktivismu či funkcionalismu. Nicméně, Melnikovova tvorba stála vně tehdy módních architektonických proudů a on sám se silně ohrazoval, když jeho stavby chtěli onálepkovat nějakým stylem.
Melnikovův složitý tvůrčí rukopis nelze vměstnat do hlavní teze funkcionalismu forma následuje funkci. Při práci na řadě budov jednoho typu (například klub, garáž) demonstroval, že jedna a táž funkce může být vložena v různé objemově-prostorové formy. Svou tvorbou dokazuje cennost samotné formy pro architekturu, její schopnost pojmout různé funkce (například formu válce použil při projektování vlastního domu, domu-komuny a klubu). Kromě funkce a formy ve svém díle Melnikov aktivně pracoval s architektonickými konstrukcemi. Vyvinul množství různých inovativních konstrukčních řešení, z nichž byla některá prakticky využita.
Melnikovovy vztahy s konstruktivisty (zejména členy Organizace moderních architektů) byly velmi složité. Kvůli Melnikovově snaze o umělecký charakter jeho architektury, expresivnost a dynamičnost jej považovali za formalistu. Například jediný architektonický časopis vydávaný ve 20. a 30. letech v SSSR (Současná architektura), redigovaný Ginzburgem a Vesninem, za celou dobu své existence ani jedinkrát nezmínil Melnikovovo jméno, ani jedinou jeho stavbu. Když Organizace moderních architektů pořádala v Moskvě výstavou současné architektury, Menikova dokonce ani nepozvali.

## Realizované stavby
Během Melnikovova tvůrčího období se podařilo realizovat 27 architektonických projektů. Do našich dnů se plně nebo částečně dochovalo 16 jeho prací.
| Rok dokončení výstavby | Název projektu | Poloha                                               | Současný stav                                  |
| ---------------------- | --- | ---------------------------------------------------- | ---------------------------------------------- |
| 1917                   | Obytné a užitkové prostory moskevského automobilového závodu AMO                                                           | Moskva, ulice Tjufeleva rošča                        | Nedochovalo se                                 |
| 1923                   | Pavilon Machorka na Všeruské zemědělské a řemeslně-průmyslové výstavě                                                      | Moskva, Něskučnyj sad                                | Nedochovalo se                                 |
| 1924                   | Sarkofág pro Mauzoleum V. I. Lenina                                                                                        | Moskva, Rudé náměstí                                 | Nedochovalo se                                 |
| 1924                   | Novosucharevská tržnice | Moskva, Bolšoj Sucharevskij pereulok 9               | Nedochovalo se                                 |
| 1924                   | Kancelářská budova Novosucharevské tržnice                                                                                 | Moskva, Bolšoj Sucharevskij pereulok 9               | Dochovala se v částečně přestavěné podobě      |
| 1925                   | Pavilon SSSR na Mezinárodní výstavě moderní uměleckoprůmyslové výroby                                                      | Paříž, Cours la Reine                                | Nedochovalo se                                 |
| 1925                   | Obchodní sektor SSSR na Mezinárodní výstavě moderní uměleckoprůmyslové výroby                                              | Paříž, Invalidovna                                   | Nedochovalo se                                 |
| 1926                   | Pavilon SSSR na mezinárodním veletrhu v Soluni                                                                             | Soluň                                                | Nedochovalo se                                 |
| 1926                   | Katafalk pro Leonida Krasina                                                                                               | Moskva                                               | Nedochovalo se                                 |
| 1926                   | Bachmetěvská garáž | Moskva, Obrazcova 19a                                | Zrestaurována a přestavěna na kulturní centrum |
| 1929                   | Garáž na Novorjazaňské ulici                                                                                               | Moskva, Novorjazaňská 27                             | Potřebuje rekonstrukci                         |
| 1929                   | Dům Konstantina Melnikova                                                                                                  | Moskva, Krivoarbatskij pereulok 10                   | Potřebuje rekonstrukci                         |
| 1929                   | Park Gorkého (Moskva) | Moskva, Krymský val 9                                | Částečně obnoven                               |
| 1929                   | Dům kultury I. V. Rusakova                                                                                                 | Moskva, Stromynka 6                                  | Zrestaurován                                   |
| 1929                   | Klub Dorchimzavodu M. V. Frunze                                                                                            | Moskva, Berežkovskaja naberežnaja 28                 | Zrestaurován                                   |
| 1929                   | Jídelna při Klubu Dorchimzavodu M. V. Frunze                                                                               | Moskva, Berežkovskaja naberežnaja 28                 | Zrestaurována                                  |
| 1929                   | Dům kultury chemiků závodu Kaučuk                                                                                          | Moskva, Pljuščicha 34                                | Zrestaurován                                   |
| 1929                   | Jídelna při Domě kultury chemiků závodu Kaučuk                                                                             | Moskva, Pljuščicha 34                                | Nedochovalo se                                 |
| 1930                   | Palác kultury Duljovské porcelánky                                                                                         | Likino-Duljovo, Lenina 1                             | Zrestaurován                                   |
| 1929                   | Klub továrny Svoboda | Moskva, Bjatskaja 41a                                | Zrestaurován, zachován pouze vnější vzhled     |
| 1929                   | Klub továrny Burevestnik                                                                                                   | Moskva, 3. Rybninskaja 17/1                          | Zrestaurován                                   |
| 1930                   | Plán parteru Parku Gorkého                                                                                                 | Moskva, Krymský val 9                                | Částečně dochováno                             |
| 1931                   | Rekonstrukce Moskevského komorního divadla (dnes Moskevské dramatické divadlo A. S. Puškina), spolu s bratry Stenbergovými | Moskva, Tverskoj bulvar 23                           | Částečně dochováno                             |
| 1934                   | Garáž Inturistu (společně s V. I. Kuročkinem)                                                                              | Moskva, Suščjovskij val 33                           | Отреставрирован                                |
| 1936                   | Garáž Gosplanu (společně s V. I. Kuročkinem)                                                                               | Moskva, Aviomotornaja 44                             | Zrestaurováno                                  |
| 1947                   | Nátěr fasád budov Mikojanova masokombinátu                                                                                 | Moskva, Talalichina 41                               | Nedochovalo se                                 |
| 1949                   | Pomník dvojnásobného hrdiny Sovětského svazu S. A. Kozaka                                                                  | Ukrajina, Žytomyrská oblast, Korosteň, Gruševskogo 8 | Vyžaduje restauraci                            |
| 1950                   | Interiér Ústředního obchodního domu                                                                                        | Saratov                                              | Nedochovalo se                                 |

## Významné nerealizované projekty (výběr)
Mimo realizovaných staveb zahrnuje tvůrčí dědictví Konstantina Melnikova také přes 70 nerealizovaných projektů. Mezi nimi například:
- 1918—1922 — urbanistický plán Butyrského rajónu Moskvy
- 1922 — urbanistický plán Chodynského pole Moskvy
- 1922—1923 — areál vzorových domů pro dělníky v Moskvě
- 1923 — Palác práce v Moskvě
- 1924 — pavilón moskevského oddělení novin Leningradská pravda na Puškinském náměstí (zvítězili bratři Vesninové, nerealizováno)
- 1924 — budova akciové společnosti Arkos v Moskvě
- 1925 — garáže pro 1000 taxi v Paříži
- 1925 — krematorium na Donské ulici v Moskvě
- 1927 — Dům kultury Zujeva (realizován I. A. Golosovem)
- 1928 — administrativní centrum Uljanovska
- 1929 — pomník Kryštofu Kolumbovi v Santo Domingo
- 1929 — blokové obytné domy (domy-komuny)
- 1929—1930 — Zelené město v Puškinském rajónu Moskevské oblasti
- 1931 — Divadlo moskevské oblastní rady odborů
- 1931 — rekonstrukce Arbatského náměstí v Moskvě
- 1931—1933 — Palác národů v Moskvě
- 1932—1933 — Palác práce v Taškentu (1. cena)
- 1934 — budova Národního komisariátu těžkého průmyslu na Rudém náměstí (nebylo realizováno)
- 1935 — urbanistický plán rajónu Lužniky v Moskvě
- 1938 — zástavba průjezdů na Novinském bulváru v Moskvě
- 1944 — typová ruská sauna
- 1950 — urbanistický plán a zástavba vesnice Vjazovka v Saratovské oblasti
- 1951 — železniční nádraží v Novosibirsku
- 1954 — pomník 300 let od sjednocení Ukrajiny a Ruska na náměstí před Kyjevským nádražím v Moskvě
- 1955 — Panteon SSSR na Leninských horách v Moskvě (nebylo realizováno)
- 1959 — Palác sovětů na Leninských horách v Moskvě (nebylo realizováno)
- 1962 — pavilon SSSR na Mezinárodní výstavě v New Yorku
- 1967 — dětské kino na ulici Arbat v Moskvě